# Бревічень
Бревічень (рум. Brăviceni) — село в Оргіївському районі Молдови. Утворює окрему комуну.

## Населення
За даними перепису населення 2004 року у селі проживали 2024 особи.
Національний склад населення села:
| Національність       | Кількість осіб | Відсоток    |
| -------------------- | -------------- | ----------- |
| молдавани румуни     | 1674 329       | 82,7% 16,3% |
| росіяни              | 10             | 0,5%        |
| українці             | 6              | 0,3%        |
| болгари              | 3              | 0,1%        |
| інша / без відповіді | 2              | 0,1%        |
| Всього               | 2024           | 100%        |